# 예금
예금(預金, 영어: deposit)은 은 개인이나 법인이 은행이나 우체국 등에 돈을 맡기는 것을 의미하며, 일정 기간이 지나면 원금에 대한 이자를 받을 수 있는 금융상품이다. 비슷한 개념으로는 적금이 있다.

## 종류

### 요구불예금
- 보통예금
- 당좌예금
- 저축예금

### 저축성예금
저축성 예금은 장기간 꾸준히 돈을 모으고 싶은 사람들에게 알맞은 방법이다. 일반적으로 높은 금리를 주며, 만기일까지 돈을 꺼내지 않으면 이자가 더 많이 쌓인다.
저축성 예금의 종류는 다음과 같다.
- 정기예금
- 적금
- 보험저축

저축성 예금을 선택할 때는 다음 사항을 고려해야 한다.
- 금리: 금리는 예금 상품마다 다르므로, 여러 상품을 비교하여 가장 높은 금리를 제공하는 상품을 선택해야 한다.
- 만기: 만기는 1개월부터 10년 이상까지 다양하다. 목돈을 사용할 예정인 시기를 고려하여 만기를 선택해야 한다.
- 해지 이율: 만기일 이전에 돈을 꺼낼 경우에는 해지 이율이 적용된다. 해지 이율이 낮은 상품을 선택해야 한다.
- 수수료: 일부 예금 상품에는 수수료가 부과될 수 있다. 수수료가 없는 상품을 선택하거나, 수수료가 낮은 상품을 선택해야 한다.

## 예금통화
어음의 발행으로써 지불·결제 수단의 기능을 갖는 은행의 당좌 예금이다. 이 경우에 수표는 그 이전을 표시하는 수단으로서 그친다. 예금통화는 주조화나 은행권과 같이 화폐의 기능을 갖는 것이지만, 거기에는 최종적 지불 수단으로서 자격은 없는 것으로 최종적 지불 수단으로서의 현금통화의 액면대로 교환이 보증되어 있는 것이 통화로서의 자격을 지니는 조건이 된다.  사회에서 유통하는 통화에는 현금통화와 예금통화가 있는데, 자본주의가 발전하고 은행의 이용이 보급됨에 수반하여 예금통화가 차지하는 비중이 높아지고 있다. 이것은 예금통화를 이용하는 경우에는 분실이나 도난의 염려가 없고, 또 계산의 수고를 덜 수 있는 것 등 각종 이점이 있기 때문이다.

## 같이 보기
- 예금봉쇄(일본어판)
- 외화예금